# 理源桥
理源桥，位于江西省上饶市婺源县江湾镇理坑村的村口，桥亭合一，出入村子必须穿亭而过。桥亭题字有“闳开阀阅”、“山中邹鲁”、“理学渊源”、“笔峰兆汉”、“溪山拱秀”等。
理源桥已列为婺源县文物保护单位。